# Mönchsee-Weiherwiesen
Das Gebiet Mönchsee-Weiherwiesen ist ein vom Regierungspräsidium Freiburg am 26. März 2012 durch Verordnung ausgewiesenes Natur- und Landschaftsschutzgebiet auf dem Gebiet der Gemeinde Mönchweiler und der Stadt Villingen-Schwenningen.

## Lage
Das Schutzgebiet liegt südöstlich von Mönchweiler und nordwestlich von Villingen direkt nördlich der Bundesstraße 33. Es gehört zum Naturraum Mittlerer Schwarzwald.

## Landschaftscharakter
Im Süden des Gebiets liegt der Mönchsee, der vom Seidenbächle durchflossen wird. Östlich des Mönchssees fließt der Krebsgraben. Nördlich des Sees befinden sich Nass- und Feuchtwiesen.

## Zusammenhängende Schutzgebiete
Das Gebiet gehört größtenteils zum Vogelschutzgebiet Baar und liegt im Naturpark Südschwarzwald.